# Анастасия Мекленбургская
Анастасия Мекленбургская (11 ноября 1923 — 25 января 1979) — герцогиня Мекленбургская, младшая дочь великого герцога Мекленбург-Шверинского Фридриха Франца IV и герцогини Александры, урождённой принцессы Кумберланд-Брауншвейг-Люнебургской.
Родилась уже после отречения отца от престола.
Она с семьёй проживала во дворце Людвигслюст, возвращенный им правительством Германии в 1919 году.

## Брак и дети
Анастасия вышла замуж 1 сентября 1943 года, за принца Фридриха Фердинанда Шлезвиг-Гольштейнского (1913—1989). Он был единственный выживший сын Альбрехта Шлезвиг-Гольштейнского (1863—1948). Его старшие братья погибли во время Второй мировой войны.
В браке родилось 4 детей:
- Елизавета (10 сентября 1945 — 8 августа 2024)[2], с 1975 года замужем за Фердинандом Генрихом Изенбург-Бюдинген-Вахстерхбахским, двое детей
- Ирена (род. 11 октября 1946), не замужем. Детей не имеет.
- Маргарита (род. 10 февраля 1948), не замужем. Детей не имеет.
- Сибилла (род. 11 сентября 1955), с 1980 года замужем за Дитером Францем, трое детей